# Regió de Fatick
La regió de Fatick és una de les catorze regions administratives del Senegal. També se la coneix pel nom de Jinnak Bolon. Al sud, limita amb la frontera nacional amb Gàmbia.

## Departaments
La regió de Fatick està dividida en tres departaments:
- Fatick
- Foundiougne
- Gossas

## Municipis (Arrondissements)
La regió comprèn nou municipis:
- Municipi de Diakhao
- Municipi de Fimela
- Municipi de Niakhar
- Municipi de Tattaguine
- Municipi de Toubacouta
- Municipi de Djilor
- Municipi de Niodior
- Municipi de Colobane
- Municipi de Ouadiour